# Liste vertonter lateinischer Texte
Dies ist  eine Liste vertonter lateinischer Texte. Biblische Texte basieren zumeist auf der Vulgatafassung.
| Name                       | Quelle                                      | Vertonung (Bsp.)                                      | Verdeutschung (Bsp.)                                                                                  |
| -------------------------- | ------------------------------------------- | ----------------------------------------------------- | --- |
| Messe                      | Messe                                       | Liste von Messen (Musik)                              | Liste von Messen (Musik)                                                                              |
| Kyrie eleison              | Antike                                      | Liturgie                                              | Herr erbarme dich                                                                                     |
| Gloria                     | Lk 2                                        | Gloria Patri                                          | Allein Gott in der Höh sei Ehr (Nikolaus Decius)                                                      |
| Credo                      | Symbolum Nicaenum                           | H-Moll-Messe, Bach, Teil II                           | Wir glauben all an einen Gott (Martin Luther)                                                         |
| Sanctus                    | Jes 6,3                                     | Te Deum, Trisagion                                    | |
| Agnus Dei                  | Joh 1,29                                    | Agnus Dei (Barber), 1967                              | Lamm Gottes (Liturgie)                                                                                |
| Ite, missa est             | Römischer Ritus                             | Messe de Nostre Dame (Guillaume de Machaut)           | |
| Requiem                    | Requiem                                     | Liste von Requiem-Vertonungen                         | Liste von Requiem-Vertonungen                                                                         |
| Absolve Domine             | Römischer Ritus                             | Tractus                                               | |
| Dies irae                  | Thomas von Celano                           | Requiem (Verdi), Sequenz                              | Dresdner Requiem (Rudolf Mauersberger)                                                                |
| Domine Iesu Christe        | 1 Kor 8,6                                   | Requiem (Offertorium)                                 | |
| Lux aeterna                | Römischer Ritus                             | Communio                                              | |
| Sonstige                   |                                             |                                                       | |
| Adeste fideles             | John Francis Wade (1711–1786) zugeschrieben | Adeste fideles                                        | Herbei, o ihr Gläub’gen (Friedrich Heinrich Ranke) Nun freut euch, ihr Christen (Joseph Hermann Mohr) |
| Ave Maria                  | Lk 1,26                                     | Ave Maria (Bach/Gounod)                               | |
| Ave maris stella           | 8. Jahrhundert                              | siehe: Bearbeitungen                                  | Meerstern, ich dich grüße (August von Haxthausen)                                                     |
| Ave verum                  | 13. Jahrhundert                             | Ave verum corpus KV 618 (Wolfgang Amadeus Mozart)     | |
| De profundis               | Psalm 130                                   | De profundis (Josquin Desprez)                        | Aus der Tiefen rufe ich, Herr, zu dir, Bach                                                           |
| Dixit Dominus              | Psalm 110 (109)                             | Dixit Dominus (Händel)                                | |
| In paradisum               | 7./8. Jahrhundert                           | Requiem (Fauré), Requiem (Duruflé), Requiem (Jenkins) | |
| Libera me                  | Römischer Ritus                             | Messa da Requiem, Requiem (Fauré)                     | |
| Locus iste                 | Graduale für das Kirchweihfest              | Locus iste (Anton Bruckner)                           | |
| Magnificat                 | Lk 1,46-55                                  | Magnificat (Bach)                                     | Meine Seel, o Herr, muss loben dich (Erasmus Alber)                                                   |
| Media vita in morte sumus  | Antiphon, Notker I. zugeschrieben           |                                                       | Mitten wir im Leben sind (Martin Luther)                                                              |
| Miserere                   | Psalm 51 (50)                               | Miserere (Allegri)                                    | Erbarm dich mein o Herre Gott (Erhard Hegenwald)                                                      |
| Nunc dimittis              | Lk 2,29-32                                  | Musikalische Exequien                                 | Nun lässt du [Herr, deinen Knecht]                                                                    |
| O bone Jesu                |                                             | O bone Jesu (Marc’Antonio Ingegneri)                  | |
| Salve caput cruentatum     | Arnulf von Löwen (1200–1250)                | Hymnus                                                | O Haupt voll Blut und Wunden (Paul Gerhardt, Johann Crüger)                                           |
| Spem in alium              | Responsorium des Sarum-Usus                 | Spem in alium (Thomas Tallis)                         | |
| Stabat mater               | Bonaventura                                 | Stabat Mater (Dvořák)                                 | |
| Te Deum                    | Ambrosius von Mailand                       | siehe: Liste von Vertonungen des Te Deum              | |
| Transeamus usque Bethlehem | Lk 2,10–16                                  | Joseph Ignaz Schnabel zugeschrieben                   | |
| Ubi caritas                | Antiphon aus der Liturgie zu Gründonnerstag | Maurice Duruflé, Jacques Berthier                     | Wo da Güte ist und Liebe (Heinrich Rohr)                                                              |
| Veni creator spiritus      | Hrabanus Maurus                             | siehe: Vertonungen                                    | |
| Vexilla Regis              | Venantius Fortunatus                        | Guillaume Du Fay                                      | |
| Victimae paschali laudes   | Wipo, 11. Jahrhundert                       | Josquin Desprez                                       | |